# William Meredith

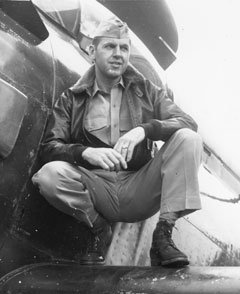
Meredith als Pilot auf dem Flügel seines Flugzeugs (1952–1954)

William Meredith (* 9. Januar 1919 in New York City; † 30. Mai 2007 in New London, Connecticut) war ein US-amerikanischer Dichter.

## Leben
Er arbeitete kurz für die New York Times, bevor er Wehrdienst als Pilot bei der United States Navy leistete. Im Koreakrieg kehrte er in die Navy zurück und wurde mit zwei Air Medaillen ausgezeichnet.
1988 wurde Meredith der Pulitzer Prize for Poetry sowie 1987 auch der Los Angeles Times Book Prize für Partial Accounts: New and Selected Poems zuerkannt. 1997 gewann er den National Book Award for Poetry für Effort at Speech.  Meredith erhielt weiter eine Guggenheim Foundation fellowship, den Harriet Monroe Memorial Prize, den Carl Sandburg Award und den International Vaptsarov Prize in Poetry.
Von 1964 bis 1987 fungierte Meredith als Chancellor der Academy of American Poets. 1968 wurde er in die American Academy of Arts and Letters gewählt.
Von 1978 bis 1980 war er Consultant in Poetry to the Library of Congress, eine Stellung, die ab 1985 als Poet Laureate Consultant in Poetry to the Library of Congress bezeichnet wurde. Er war der erste schwule Schriftsteller in diesem Amt.
Meredith unterrichtete an der Princeton University, der University of Hawaii und am Connecticut College von 1955 bis 1983.
1983 erlitt er einen Schlaganfall und war zwei Jahre lang gelähmt. Als Folge litt er unter Broca-Aphasie, die sein Sprechvermögen beeinträchtigte. Er beendete seine Lehrtätigkeit und konnte während dieser Zeit keine Lyrik schreiben. Nach intensiver Behandlung, u. a. in Großbritannien, erlangte er sein Sprachvermögen weitgehend wieder.
Als langjähriger Verehrer des irischen Poeten William Butler Yeats erfüllte er sich im Sommer 2006 den langgehegten Wunsch, seine spirituelle Heimat Sligo zu besuchen. Bei der Gelegenheit unterrichtete er auch an der Yeats International Summer School. Sein langjähriger Lebensgefährte war Richard Harteis.

## Bibliografie

### Lyrik
- Love Letter from an Impossible Land, Yale University Press, (1944)
- Ships and Other Figures (1948)
- The Open Sea and Other Poems, Knopf, (1957)
- The Wreck of the Thresher and Other Poems, Knopf, (1964) —finalist for the National Book Award[4]
- Earth Walk: New and Selected Poems, Knopf, (1970)
- Hazard the Painter Knopf, (1975) ISBN 978-0-394-49634-4
- The Cheer, Knopf, (1980)
- Dreams of Suicide (1980)
- Partial Accounts: New and Selected Poems, Knopf, (1987) ISBN 978-0-394-75191-7 – Gewinner des Pulitzer Preises
- Effort at Speech: New and Selected Poems. Northwestern University Press, 1997, ISBN 978-0-8101-5070-6 (google.com). —winner of the National Book Award[5]

### Essays
- Reasons for Poetry, and The Reason for Criticism (1982)[6]
- Poems Are Hard to Read, University of Michigan Press, 1991, ISBN 978-0-472-09427-1

### Übersetzungen und Anthologien
- Alcools, Guillaume Apollinaire (Übersetzer, 1964)
- Poets of Bulgaria Unicorn Press, (Herausgeber, 1985) ISBN 978-0-87775-190-8